# Russkie
Russkie (in russo: Русские) è stata un'organizzazione nazionalista russa che ha operato tra il 2011 e il 2015. L'organizzazione si prefigge l'obiettivo di difendere i diritti e gli interessi della popolazione russa, sia all'interno del paese che all'estero. Russkie sosteneva la creazione di uno stato e di un governo nazionale russo.
Il 28 ottobre 2015, il tribunale della città di Mosca ha riconosciuto il movimento come estremista e ne ha vietato le attività sul territorio della Russia. Successivamente, l'organizzazione ha annunciato la sua auto-dissoluzione.

## Creazione dell'organizzazione
Le prime informazioni sulla decisione di creare una nuova organizzazione nazionale russa sono apparse sul sito web di DPNI (Movimento contro l'immigrazione illegale) nel febbraio 2011. Il 13 aprile sono apparse le informazioni ufficiali del comitato organizzatore, in cui è stato annunciato che si prevedeva di unire le forze nazionali russe al fine creare un'unica forza politica capace di effettuare efficacemente azioni coordinate. Il 25 aprile si è tenuta la prima riunione del Consiglio politico neonata organizzazione.
Il 3 maggio si tenne la seconda riunione del Consiglio Politico in cui si decise di adottare il nome "Russkie", furono prese le decisioni più importanti per creare un'unica organizzazione nazionale russa.

## Struttura e leadership
L'organizzazione comprendeva la confluenza in essa di due organizzazioni neonaziste: DPNI e l'Unione slava, bandite dal tribunale. L'organizzazione comprendeva anche l'Iniziativa naszional-socialista, l'ala destra di Pamjat'. Le organizzazioni "Movimento pubblico russo", "Unione civile russa", RNU, "Milizia popolare" non sono state incluse nel movimento a causa della loro riluttanza a partecipare a qualsiasi tipo di coalizione, mentre il movimento "Narodnij sobor'" (Cattedrale del popolo) non viene invitato a partecipare nell'unione per il fatto che supportava le attività del governo della Federazione russa. Secondo i piani degli organizzatori, la direzione generale del movimento doveva essere affidata ad Aleksandr Potkin, Alexander Turik e Stanislav Vorob'ëv. La coalizione è suddivisa in diverse strutture interne che regolano le attività e la vita interna dell'organizzazione:
- Il Consiglio della Nazione - determina la strategia dell'esistenza e delle attività dell'associazione. Guidato da Aleksandr Turik, il mandato dura un anno.
- Il Consiglio nazionale supremo è un organo che adegua la strategia delle attività e approva i piani annuali. Diretto da Dmitrij Demuškin.
- Il Consiglio nazionale di vigilanza è un organo che rappresenta gli interessi dell'organizzazione. Diretto da Aleksandr Potkin.
- Il Consiglio politico nazionale è l'organo che svolge la guida politica operativa dell'intera coalizione. È diretto da Vladimir Basmanov.
- Il Comitato Nazionale d'Azione è l'organo che svolge la gestione esecutiva operativa. Diretto da Dmitrij Demuškin.
- Il Comitato Nazionale di Controllo è un organo che esercita il controllo e il monitoraggio di tutte le strutture sull'osservanza delle procedure e dei regolamenti. È diretto da Sergej Gorodnikov.
- La Corte Suprema d'Onore è il più alto tribunale interno. Il presidente è Georgij Borovikov.

## Gli obiettivi principali dell'associazione
L'associazione mira alla creazione di un partito parlamentare di carattere nazionalista, per difendere gli interessi nazionali del popolo russo. A lungo termine, si prevede di stabilire il potere del governo nazionale con mezzi legali (tramite elezioni) e la proclamazione dello Stato nazionale russo.
Si prevede di creare rami dell'organizzazione in tutte le entità costituenti della Federazione Russa ad eccezione di Cecenia, Inguscezia e Daghestan, dove "semplicemente non ci sono russi".
Secondo Dmitrij Demuškin, “Ci sono comunisti, liberali, burocrati, un 'partito di ladri e truffatori'. Ma non esiste un partito russo. Stiamo lottando per la solidarietà etnopolitica russa universale”.
Gli obiettivi e le aspirazioni dell'organizzazione sono descritti in dettaglio in un manifesto pubblicato dopo i discorsi dell'11 giugno 2011.

## Azioni e opposizione delle autorità

### Conferenza stampa in piazza Manežnaja l'11 maggio 2011
L'11 maggio alle 19:00 si doveva tenere una conferenza stampa all'aperto, organizzata dai leader dell'organizzazione "Russkie" con Dmitrij Demuškin e Georgij Borovikov, sul tema " La situazione dei diritti umani in Russia può portare a una ripetizione dello scenario egiziano ". La sera dell'11 maggio l'intera piazza è stata delimitata dalla polizia e dalla polizia antisommossa. Dmitrij Demuškin è stato sequestrato mentre usciva di casa da agenti del Ministero degli Affari Interni, che lo hanno guidato a lungo in macchina, hanno estratto la batteria dal telefono e lo hanno lasciato per strada con una gamba slogata. Georgij Borovikov è stato catturato dalla polizia e portato alla stazione di polizia. Elena Denežkina, una rappresentante del centro per i diritti umani "Russian Power" e un addetto stampa del movimento "Russkie", ha detto che i leader dell'organizzazione sono stati arrestati, e la conferenza stampa si può considerare tenuta, poiché una risposta chiara alla domanda se uno scenario egiziano sia possibile in Russia è stata data Subito dopo queste parole, Elena è stata arrestata e portata su un autobus della polizia. Funzionari delle forze dell'ordine hanno detto che la conferenza stampa è stata organizzata per aggravare la situazione a Mosca, sperando di sfruttare la turbolenta situazione della partita di calcio Spartak - CSKA.

### Eventi commemorativi in onore del colonnello Budanov
"Russkie" ha cercato di organizzare un evento commemorativo l'11 giugno 2011 in onore del colonnello assassinato Jurij Budanov in piazza Manežnaja a Mosca, esortando gli strati radicalizzati della società a scendere in piazza. Al fine di prevenire manifestazioni di massa, le forze dell'ordine hanno posizionato nel centro della città diverse dozzine di autobus con agenti di polizia e soldati, un cannone ad acqua e un quartier generale operativo è stato schierato per coordinare le azioni della polizia e delle truppe. Successivamente sono stati arrestati i rappresentanti dell'organizzazione "Russkie", che erano stati notati nei pressi della piazza. Dopo esser stati interrogati, i detenuti sono stati rilasciati e si sono recati sul luogo dell'omicidio del colonnello Budanov. Dopo un tentativo fallito da parte dei nazionalisti di portare le masse in piazza, i rappresentanti delle organizzazioni hanno notato che il movimento "Russkie" creato non ha aggiunto forza al movimento nazionalista in Russia, e una ripetizione delle rivolte anti-immigrati del dicembre 2010 era impossibile. Il presidente del Congresso russo dei popoli del Caucaso Aslambek Pastačev ha affermato che le attività dell'organizzazione dei nazionalisti sono una provocazione volta a incitare all'odio etnico.
Il 20 luglio, il 40º giorno dall'omicidio di Jurij Budanov, i rappresentanti di "Russkie" hanno deposto fiori e acceso candele al monumento ad Aleksandr Suvorov in piazza Suvorov.

## Dopo le elezioni della Duma del 2011
Il 4 dicembre, il giorno delle elezioni alla Duma di Stato, alle 21:00, quando i seggi elettorali sono stati chiusi, si è svolta a Mosca un'azione non autorizzata del movimento nazionalista russo. È stata diffusa una dichiarazione sul mancato riconoscimento dei risultati delle elezioni. Insieme a una descrizione dei meccanismi di falsificazione che si verificano durante le elezioni, ha invitato i cittadini a creare organi di autogoverno che riflettessero gli interessi del popolo. Aleksandr Potkin ha annunciato l'inizio della campagna "Putin, vattene". L'azione di protesta, alla quale sono riuscite a prendere parte diverse centinaia di persone, è sfociata in uno scontro con la polizia antisommossa. I leader di "Russkie", Aleksandr Potkin e Dmitrij Demuškin, Georgij Borovikov, così come diverse dozzine di nazionalisti sono stati arrestati. Il leader del DPNI Vladimir Ermolaev è stato arrestato proprio al seggio elettorale, dove era presente come osservatore.
Il 3 maggio 2011, il dipartimento investigativo principale del comitato investigativo della Federazione Russa ha aperto un procedimento penale contro Dmitrij Demuškin ai sensi della parte 1 dell'art. 282.2 del codice penale della Federazione Russa (organizzazione delle attività di un'organizzazione estremista).
Il 22 ottobre 2011 è stato aperto un procedimento penale contro Demuškin ai sensi di due articoli del codice penale della Federazione Russa: clausola "a", parte 2 dell'articolo 282 (incitamento all'odio o inimicizia) e parte 3 dell'articolo. 212 del codice penale della Federazione Russa (incita rivolte e violenze contro i cittadini). Il 7 marzo 2013, Demuškin è stato accusato ai sensi della parte 1 dell'art. 282.2 del codice penale della Federazione Russa (organizzazione delle attività di un'organizzazione pubblica, rispetto alla quale il tribunale ha adottato una decisione definitiva di vietare le attività in connessione con l'attuazione di attività estremiste).

### 2014
L'ufficio del sindaco di Mosca ha smentito la dichiarazione del leader di  "Russkie" Dmitrij Demuškin secondo cui lo svolgimento della Marcia Russa quest'anno non era stato concordato.
Nel marzo 2014, il tribunale del distretto di Ostankino di Mosca ha dichiarato Demuškin colpevole di aver organizzato una comunità estremista: il movimento "Forza slava". Il tribunale ha rilasciato Demuškin per scadenza dei termini di prescrizione per la commissione del crimine, ma lo ha condannato a una multa di 200.000 rubli.
Aleksandr Potkin il leader del movimento nazionalista russo, è stato accusato di una nuova, più grave accusa nel caso di appropriazione indebita di 5 miliardi di dollari dalla BTA Bank.

### 2015
Il 19 agosto 2015 è stato aperto un procedimento penale contro Aleksndr Potkin ai sensi dell'articolo 282 del codice penale della Federazione Russa. Il motivo dell'avvio del caso è stato l'esame della registrazione di un video secondo il quale il politico “ha effettuato appelli ad azioni estremiste”. A settembre è stato accusato di aver creato una comunità estremista che mirava a rovesciare il regime di Nursultan Nazarbayev in Kazakistan.

### 2016
Tutta la dirigenza di "Russkie" è stata oggetto di persecuzione politica da parte delle forze dell'ordine della Federazione Russa. La maggioranza è sotto inchiesta o in emigrazione forzata: il 24 agosto 2016 Aleksandr Potkin è stato condannato con l'accusa delle autorità del Kazakistan (colpo di stato, appropriazione indebita) a 7,5 anni di carcere e una multa di 600.000 rubli, il reclamo di BTA Bank è stato anche soddisfatto per un importo di quasi 5 miliardi di rubli, Dmitrij Demuškin viene condannato a pagare una multa ai sensi della parte 1 dell'art. 282 del codice penale (incitamento all'odio o all'inimicizia, nonché l'umiliazione della dignità umana) sul fatto di ripubblicare una foto su un social network su VKontakte, con la citazione "Per il futuro dei bambini russi!", Vladimir Basmanov è stato sottoposto a procedimento penale e il 16 aprile 2010 è stato costretto a fuggire, all'estero, insieme agli emigranti politici, i nazionalisti hanno deciso di creare una nuova organizzazione nazionalista, il Comitato Nazione e Libertà (KNS).
Il 21 ottobre 2016, durante la presentazione della richiesta per lo svolgimento dell'annuale Marcia Russa, Demuškin è stato arrestato e portato in tribunale, e messo agli arresti domiciliari in un procedimento penale per estremismo.[57] Il 25 aprile 2017, il tribunale distrettuale Nagatinskij di Mosca lo ha condannato a 2,5 anni di carcere.[58] Demuškin è stato rilasciato nel febbraio 2019.